# Shawn Marion

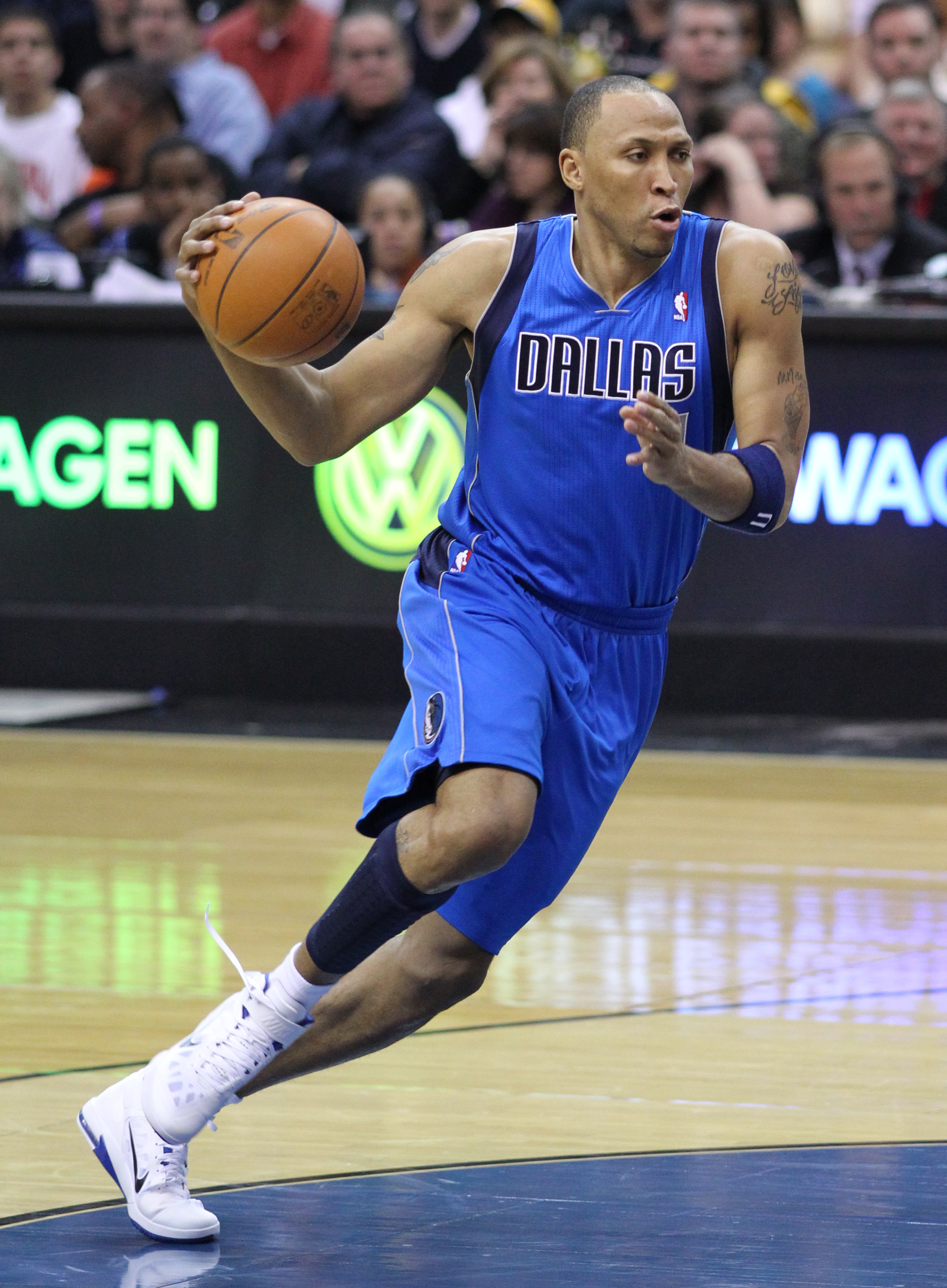
Shawn Marion 2011.

Shawn Dwayne Marion, född 7 maj 1978 i Waukegan i Illinois, är en amerikansk före detta basketspelare. Han spelade 16 säsonger  i NBA som small forward och power forward. 2011 blev han NBA-mästare med Dallas Mavericks.

## Landslagskarriär
Shawn Marion tog OS-brons  i basket 2004 i Aten. Detta var USA:s andra basketbrons i olympiska sommarspelen.

## Lag
- Phoenix Suns (1999–2008)
- Miami Heat (2008–2009)
- Toronto Raptors (2009)
- Dallas Mavericks (2009–2014)
- Cleveland Cavaliers (2014–2015)